# 975

## أحداث
- تأسيس مدينة الزاهرة على يد المنصور بن أبي عامر وتقع حاليا في إسبانيا.
- تأسيس جامعة الأزهر في القاهرة في مصر (ثاني أقدم جامعة في العالم).

## وفيات
- 11 يوليو - ثابت بن سنان، طبيب ومؤرخ عباسي، حفيد ثابت بن قرة.